# Barranc del Serrat
El Barranc del Serrat, és un barranc del terme de Sant Esteve de la Sarga, a la zona d'Alsamora.
Es forma a 1.493 m. alt., en el Serrat de la Corona, al Montsec d'Ares, al nord-est de l'Observatori Astronòmic del Montsec.
Baixa de dret cap al nord, fent algunes ziga-zagues, fins que s'aboca en el barranc del Grau.